# Мусихи
Мусихи — деревня в Зуевском районе Кировской области в составе Сунского сельского поселения.

## География
Находится на расстоянии примерно 21 километр на юг от районного центра города Зуевка.

## История
Упоминается с 1764 года как починок в котором было 14 жителей. В 1873 году отмечено было дворов 17 и жителей 116, в 1905 году — 17 и 107, в 1926 — 26 и 121. В 1950 году было учтено хозяйств 22 и жителей 63. В 1989 году учтено 239 жителей.

## Население
Постоянное население составляло 214 человек (русские 98 %) в 2002 году, 163 — в 2010.